# Tweede divisie 1958/59
Het seizoen 1958/59 was het derde seizoen in het bestaan van de Nederlandse Tweede divisie. De voetbalcompetitie, georganiseerd door de Koninklijke Nederlandse Voetbalbond (KNVB), was het derde en laagste niveau binnen het Nederlandse betaald voetbal.
De Tweede divisie was net als in het voorgaande seizoen geografisch opgedeeld in twee afdelingen; de Tweede divisie A die ploegen uit het westen en zuiden van Nederland bevatte en de Tweede divisie B waarin ploegen uit het noorden en oosten speelden.
De sectie betaald voetbal van de KNVB had voorafgaand aan het seizoen bekendgemaakt de Tweede divisie te willen terugbrengen van 29 ploegen over twee afdelingen in dit seizoen naar achttien in één afdeling in seizoen 1960/61. Naast de kampioenen promoveerden dit seizoen tevens de clubs op de tweede plaats naar de Eerste divisie, die in twee seizoenen werd uitgebreid van 31 naar 36 teams. De onderste twee ploegen uit de rangschikking van beide afdelingen in dit seizoen werden veroordeeld tot een beslissingscompetitie aan het einde van seizoen 1959/60, waarin zou worden uitgemaakt welke ploegen werden teruggezet naar het amateurvoetbal.
Oosterparkers en DOSKO werden de eerste clubs die op sportieve gronden degradeerden naar het amateurvoetbal, nadat ze besloten om de degradatiecompetitie die ze in het seizoen 1959/1960 zouden moeten spelen niet meer af te wachten. Hiervoor waren RKVV Brabantia, TOP en SC Emma al vrijwillig teruggekeerd naar de amateurs zonder op een degradatieplaats te eindigen.
Ondanks de aanstaande inkrimping trad Velox, de regerend kampioen van Nederland in het amateurvoetbal, met ingang van dit seizoen toe tot het betaald voetbal. Ze werden geplaatst in de Tweede divisie A. 

## Tweede divisie A

### Deelnemende teams
In de Tweede divisie A speelden ploegen uit het westen en zuiden van Nederland. Vergeleken met het voorgaande seizoen waren EDO uit Haarlem en Xerxes uit Rotterdam (beiden gedegradeerd uit de Eerste divisie) en Velox (toegetreden vanuit het amateurvoetbal) nieuw in deze afdeling. Kampioen ZFC was gepromoveerd naar de Eerste divisie, Emma uit Dordrecht had besloten verder te gaan op amateurniveau.
Op de voorlaatste speeldag kon de Hilversums semi-profclub 't Gooi het kampioenschap vieren. DHC werd tweede en promoveerde daarom ook naar de Eerste divisie. Onderaan de ranglijst eindigden DOSKO en ONA. Dit betekende dat zij aan het einde van seizoen 1959/60 in een beslissingscompetitie gedwongen terugzetting naar de amateurs moesten gaan voorkomen. DOSKO besloot daar niet op te wachten en vroeg direct aan het einde van dit seizoen reeds overzetting naar het amateurvoetbal aan.
| Club       | Plaats           | Accommodatie           | Capaciteit | Trainer              |
| ---------- | ---------------- | ---------------------- | ---------- | -------------------- |
| Baronie    | Breda            | Fatimastraat           | 8.600      | Wim van Ierssel      |
| DHC        | Delft            | Laan van Vollering     | 15.000     | Jan van Buijtenen    |
| DOSKO      | Bergen op Zoom   | Rozenoord              | 16.000     | Jan van de Gevel     |
| EBOH       | Dordrecht        | Zuidendijk             | 8.500      | Hugo van der Moer    |
| EDO        | Haarlem          | Noordersportpark       | 10.000     | Piet van Houwelingen |
| 't Gooi    | Hilversum        | Gemeentelijk Sportpark | 16.000     | Joop de Busser       |
| Hilversum  | Hilversum        | Gemeentelijk Sportpark | 16.000     | Jan Vonk             |
| LONGA      | Tilburg          | Aan de spoorbrug       | 15.000     | Frans de Kok         |
| ONA        | Gouda            | Walvisstraat           | 4.000      | Eef Ruisch           |
| UVS        | Leiden           | Wassenaarseweg         | 9.700      | Piet Kantebeen       |
| De Valk    | Valkenswaard     | Leenderweg             | 900        | Sam Wadsworth        |
| Velox      | Utrecht          | Koningsweg             | 6.750      | Daan van Beek        |
| Wilhelmina | 's-Hertogenbosch | De Wolfsdonken         | 6.000      | Győző Ertinger       |
| Xerxes     | Rotterdam        | Xerxesweg              | 10.000     | Toon van den Enden   |
| Zeist      | Zeist            | De Koeburg             | 600        | Wim Vaal             |

### Eindstand
| pos | club       | gs | w  | g | v  | pnt | dv | dt | ds  |
| --- | ---------- | -- | -- | - | -- | --- | -- | -- | --- |
| 1.  | 't Gooi    | 28 | 19 | 3 | 6  | 41  | 84 | 37 | 47  |
| 2.  | DHC        | 28 | 15 | 9 | 4  | 39  | 52 | 21 | 31  |
| 3.  | EBOH       | 28 | 17 | 3 | 8  | 37  | 54 | 39 | 15  |
| 4.  | Hilversum  | 28 | 13 | 8 | 7  | 34  | 53 | 31 | 22  |
| 5.  | Velox      | 28 | 12 | 9 | 7  | 33  | 54 | 52 | 2   |
| 6.  | UVS        | 28 | 11 | 8 | 9  | 30  | 47 | 36 | 11  |
| 7.  | LONGA      | 28 | 14 | 2 | 12 | 30  | 57 | 52 | 5   |
| 8.  | De Valk    | 28 | 12 | 5 | 11 | 29  | 57 | 50 | 7   |
| 9.  | Xerxes     | 28 | 10 | 7 | 11 | 27  | 46 | 55 | −9  |
| 10. | EDO        | 28 | 10 | 5 | 13 | 25  | 38 | 50 | −12 |
| 11. | Baronie    | 28 | 9  | 5 | 14 | 23  | 39 | 53 | −14 |
| 12. | Wilhelmina | 28 | 7  | 5 | 16 | 19  | 51 | 68 | −17 |
| 13. | Zeist      | 28 | 7  | 5 | 16 | 19  | 48 | 79 | −31 |
| 14. | ONA        | 28 | 7  | 4 | 17 | 18  | 36 | 64 | −28 |
| 15. | DOSKO      | 28 | 5  | 6 | 17 | 16  | 41 | 70 | −29 |

### Legenda
| Kleur | Kwalificatie voor                                                         |
| ----- | ------------------------------------------------------------------------- |
|       | Promotie naar de Eerste divisie                                           |
|       | Speelt volgend seizoen nacompetitie tegen degradatie naar de Amateurs     |
|       | Vrijwillige degradatie naar de Amateurs, teruggetrokken voor nacompetitie |

### Uitslagen
|            | BAR   | DHC   | DSK   | EBO   | EDO   | TGO   | HIL   | LON   | ONA   | UVS   | VAL   | VLX   | WLM   | XER   | ZEI   |
| ---------- | ----- | ----- | ----- | ----- | ----- | ----- | ----- | ----- | ----- | ----- | ----- | ----- | ----- | ----- | ----- |
| Baronie    |       | 0 – 2 | 3 – 2 | 2 – 0 | 2 – 2 | 1 – 5 | 4 – 1 | 1 – 2 | 2 – 1 | 1 – 3 | 3 – 1 | 1 – 0 | 2 – 1 | 3 – 2 | 0 – 2 |
| DHC        | 6 – 1 |       | 1 – 0 | 2 – 0 | 1 – 2 | 2 – 0 | 1 – 0 | 3 – 1 | 3 – 0 | 1 – 1 | 1 – 3 | 3 – 0 | 4 – 1 | 1 – 1 | 3 – 2 |
| DOSKO      | 1 – 0 | 1 – 4 |       | 1 – 1 | 0 – 1 | 0 – 1 | 1 – 1 | 5 – 1 | 3 – 2 | 4 – 1 | 1 – 1 | 4 – 5 | 3 – 3 | 1 – 1 | 3 – 2 |
| EBOH       | 4 – 3 | 1 – 0 | 2 – 1 |       | 4 – 1 | 3 – 3 | 3 – 0 | 0 – 1 | 5 – 1 | 0 – 2 | 3 – 1 | 3 – 0 | 3 – 0 | 1 – 0 | 4 – 0 |
| EDO        | 0 – 0 | 1 – 1 | 4 – 1 | 2 – 0 |       | 1 – 3 | 1 – 0 | 2 – 0 | 2 – 2 | 1 – 0 | 1 – 4 | 1 – 2 | 2 – 1 | 1 – 3 | 2 – 4 |
| 't Gooi    | 2 – 3 | 1 – 1 | 7 – 0 | 0 – 1 | 2 – 0 |       | 0 – 2 | 6 – 3 | 4 – 0 | 3 – 1 | 3 – 0 | 1 – 0 | 3 – 1 | 9 – 2 | 6 – 1 |
| Hilversum  | 3 – 2 | 0 – 0 | 3 – 1 | 7 – 0 | 3 – 2 | 1 – 0 |       | 1 – 1 | 0 – 0 | 2 – 0 | 0 – 0 | 1 – 1 | 0 – 2 | 1 – 1 | 8 – 2 |
| LONGA      | 2 – 0 | 2 – 1 | 2 – 1 | 0 – 3 | 6 – 3 | 1 – 2 | 2 – 3 |       | 3 – 2 | 0 – 1 | 0 – 2 | 7 – 1 | 4 – 0 | 3 – 1 | 4 – 0 |
| ONA        | 1 – 0 | 1 – 1 | 2 – 0 | 1 – 4 | 1 – 0 | 1 – 3 | 1 – 4 | 3 – 1 |       | 2 – 1 | 1 – 3 | 1 – 2 | 1 – 1 | 5 – 1 | 3 – 1 |
| UVS        | 1 – 1 | 1 – 1 | 1 – 0 | 0 – 1 | 1 – 3 | 2 – 2 | 0 – 0 | 2 – 2 | 5 – 0 |       | 4 – 2 | 1 – 2 | 5 – 1 | 2 – 0 | 3 – 4 |
| De Valk    | 2 – 2 | 0 – 4 | 5 – 1 | 1 – 2 | 2 – 0 | 4 – 2 | 0 – 2 | 1 – 0 | 2 – 1 | 0 – 1 |       | 3 – 1 | 1 – 3 | 7 – 3 | 4 – 0 |
| Velox      | 2 – 1 | 1 – 1 | 3 – 3 | 1 – 0 | 3 – 0 | 2 – 5 | 3 – 1 | 5 – 2 | 5 – 2 | 2 – 2 | 1 – 1 |       | 3 – 1 | 1 – 1 | 2 – 2 |
| Wilhelmina | 1 – 1 | 0 – 3 | 6 – 2 | 3 – 4 | 1 – 2 | 2 – 3 | 1 – 4 | 0 – 2 | 2 – 0 | 1 – 1 | 4 – 2 | 1 – 3 |       | 4 – 3 | 6 – 2 |
| Xerxes     | 3 – 0 | 0 – 0 | 3 – 0 | 1 – 1 | 2 – 0 | 1 – 4 | 2 – 1 | 1 – 2 | 3 – 0 | 0 – 3 | 3 – 2 | 2 – 2 | 1 – 0 |       | 3 – 1 |
| Zeist      | 1 – 0 | 0 – 1 | 4 – 1 | 5 – 1 | 1 – 1 | 1 – 4 | 0 – 4 | 2 – 3 | 3 – 1 | 0 – 2 | 3 – 3 | 1 – 1 | 4 – 4 | 0 – 2 |       |

### Topscorers
| #   | Naam            | Club       | Goal |
| --- | --------------- | ---------- | ---- |
| 1.  | Piet Burgers    | 't Gooi    | 30   |
| 2.  | Hans de Vos     | EBOH       | 24   |
| 3.  | Cor van Galen   | DHC        | 16   |
| 4.  | Theo Buenen     | 't Gooi    | 15   |
| 4.  | Evert Pluim     | Hilversum  | 15   |
| 4.  | Henk de Zoete   | 't Gooi    | 15   |
| 7.  | Gerard de Jongh | Hilversum  | 14   |
| 7.  | Piet van Miert  | DHC        | 14   |
| 7.  | Jacques de Wit  | De Valk    | 14   |
| 10. | Geert Princen   | Wilhelmina | 12   |

## Tweede divisie B

### Deelnemende teams
In de Tweede divisie B kwamen met uitzondering van kampioen en promovendus Heracles dezelfde ploegen uit als in het voorgaande seizoen.
Go Ahead uit Deventer was dit jaar ongenaakbaar en kon na 23 van de 26 wedstrijden het kampioenschap en de promotie vieren. Veendam eindigde op tien punten als tweede, waarmee het eveneens promoveerde. Op de onderste twee plaatsen eindigden de Groningse verenigingen Velocitas en Oosterparkers, die daardoor aan het einde van seizoen 1959/60 in een beslissingscompetitie moesten gaan uitmaken wie terugzetting naar de amateurs kon ontlopen. Oosterparkers besloot daar niet op te wachten en vroeg direct aan het einde van dit seizoen reeds overzetting naar het amateurvoetbal aan.
| Club            | Plaats       | Accommodatie           | Capaciteit | Trainer             |
| --------------- | ------------ | ---------------------- | ---------- | ------------------- |
| Be Quick        | Groningen    | Esserberg              | 18.000     | Jan Boersma         |
| Enschedese Boys | Enschede     | Heekpark               | 25.000     | Friedrich Donenfeld |
| Go Ahead        | Deventer     | Vetkampstraat          | 10.000     | Gilbert Richmond    |
| Heerenveen      | Heerenveen   | Gemeentelijk Sportpark | 12.000     | Siem Plooijer       |
| N.E.C.          | Nijmegen     | Goffertstadion         | 29.000     | Wim Groenendijk     |
| Oldenzaal       | Oldenzaal    | Het Heuveltje          | 6.000      | Piet Vogelzang      |
| Oosterparkers   | Groningen    | Oosterpark             | 15.000     | Teun Prins          |
| PEC             | Zwolle       | Gemeentelijk Sportpark | 15.000     | Herman Spijkerman   |
| Rheden          | Rheden       | Thomassen-terrein      | 8.500      | Jo Jansen           |
| Tubantia        | Hengelo      | Veldwijk               | 30.000     | Jan van Asten       |
| Veendam         | Veendam      | De Langeleegte         | 13.000     | Wim de Bois         |
| Velocitas       | Groningen    | Stadspark              | 10.000     | Schelto Groenier    |
| Zwartemeer      | Klazienaveen | Mr. Ovingstraat        | 8.000      | Joep Brandes        |
| Zwolsche Boys   | Zwolle       | Gemeentelijk Sportpark | 15.000     | Jan Borst           |

### Eindstand
| pos | club            | gs | w  | g  | v  | pnt | dv | dt | ds  |
| --- | --------------- | -- | -- | -- | -- | --- | -- | -- | --- |
| 1.  | Go Ahead        | 26 | 18 | 6  | 2  | 42  | 56 | 18 | 38  |
| 2.  | Veendam         | 26 | 14 | 4  | 8  | 32  | 41 | 32 | 9   |
| 3.  | Enschedese Boys | 26 | 12 | 6  | 8  | 30  | 50 | 31 | 19  |
| 4.  | Zwartemeer      | 26 | 12 | 6  | 8  | 30  | 45 | 37 | 8   |
| 5.  | Be Quick        | 26 | 11 | 7  | 8  | 29  | 59 | 44 | 15  |
| 6.  | N.E.C.          | 26 | 10 | 8  | 8  | 28  | 41 | 31 | 10  |
| 7.  | Zwolsche Boys   | 26 | 9  | 6  | 11 | 24  | 40 | 42 | −2  |
| 8.  | PEC             | 26 | 10 | 4  | 12 | 24  | 38 | 46 | −8  |
| 9.  | Oldenzaal       | 26 | 9  | 4  | 13 | 22  | 41 | 48 | −7  |
| 10. | Tubantia        | 26 | 6  | 10 | 10 | 22  | 35 | 45 | −10 |
| 11. | Heerenveen      | 26 | 7  | 8  | 11 | 22  | 27 | 54 | −27 |
| 12. | Rheden          | 26 | 6  | 9  | 11 | 21  | 37 | 42 | −5  |
| 13. | Velocitas       | 26 | 5  | 10 | 11 | 20  | 30 | 41 | −11 |
| 14. | Oosterparkers   | 26 | 7  | 4  | 15 | 18  | 31 | 60 | −29 |

### Legenda
| Kleur | Kwalificatie voor                                                            |
| ----- | ---------------------------------------------------------------------------- |
|       | Promotie naar de Eerste divisie                                              |
|       | Speelt volgend seizoen nacompetitie tegen degradatie naar de Amateurs        |
|       | Vrijwillige degradatie naar de Amateurs, teruggetrokken voor de nacompetitie |

### Uitslagen
|                 | BQU   | ENB   | GOA   | HEE   | NEC   | OLD   | OOS   | PEC   | RHE   | TUB   | VEE   | VEL   | ZWA   | ZBO   |
| --------------- | ----- | ----- | ----- | ----- | ----- | ----- | ----- | ----- | ----- | ----- | ----- | ----- | ----- | ----- |
| Be Quick        |       | 4 – 1 | 0 – 2 | 4 – 2 | 0 – 5 | 6 – 1 | 3 – 1 | 1 – 0 | 2 – 2 | 2 – 2 | 1 – 2 | 2 – 0 | 5 – 0 | 2 – 2 |
| Enschedese Boys | 1 – 1 |       | 2 – 1 | 6 – 0 | 2 – 1 | 1 – 3 | 2 – 3 | 4 – 2 | 1 – 0 | 1 – 0 | 2 – 0 | 0 – 0 | 0 – 0 | 1 – 3 |
| Go Ahead        | 2 – 0 | 1 – 1 |       | 6 – 0 | 1 – 1 | 3 – 2 | 5 – 0 | 3 – 1 | 3 – 2 | 4 – 3 | 5 – 1 | 1 – 0 | 0 – 0 | 1 – 0 |
| Heerenveen      | 1 – 3 | 2 – 1 | 0 – 2 |       | 2 – 1 | 1 – 0 | 1 – 0 | 2 – 1 | 2 – 2 | 1 – 0 | 0 – 0 | 1 – 1 | 1 – 1 | 1 – 1 |
| N.E.C.          | 3 – 1 | 0 – 2 | 0 – 0 | 1 – 0 |       | 0 – 1 | 3 – 1 | 0 – 0 | 1 – 2 | 3 – 1 | 1 – 2 | 2 – 2 | 2 – 0 | 3 – 0 |
| Oldenzaal       | 2 – 4 | 2 – 1 | 2 – 3 | 2 – 2 | 1 – 3 |       | 4 – 0 | 2 – 1 | 1 – 1 | 3 – 1 | 2 – 1 | 1 – 1 | 0 – 1 | 0 – 2 |
| Oosterparkers   | 3 – 2 | 1 – 4 | 0 – 5 | 4 – 1 | 1 – 1 | 0 – 1 |       | 4 – 2 | 2 – 0 | 2 – 2 | 0 – 1 | 2 – 0 | 1 – 1 | 2 – 1 |
| PEC             | 1 – 5 | 0 – 5 | 1 – 2 | 2 – 0 | 1 – 1 | 3 – 2 | 2 – 0 |       | 1 – 0 | 1 – 0 | 5 – 1 | 2 – 1 | 2 – 1 | 1 – 1 |
| Rheden          | 2 – 2 | 3 – 3 | 0 – 3 | 1 – 2 | 1 – 2 | 1 – 1 | 4 – 1 | 2 – 3 |       | 0 – 0 | 0 – 0 | 3 – 1 | 3 – 1 | 0 – 1 |
| Tubantia        | 0 – 2 | 1 – 1 | 1 – 1 | 1 – 1 | 1 – 1 | 3 – 2 | 2 – 1 | 3 – 3 | 4 – 2 |       | 0 – 3 | 3 – 1 | 2 – 2 | 3 – 2 |
| Veendam         | 1 – 0 | 1 – 0 | 0 – 1 | 6 – 1 | 2 – 0 | 3 – 0 | 3 – 1 | 0 – 1 | 1 – 1 | 2 – 1 |       | 2 – 1 | 1 – 3 | 4 – 1 |
| Velocitas       | 5 – 5 | 0 – 5 | 0 – 0 | 4 – 1 | 1 – 1 | 1 – 3 | 0 – 0 | 1 – 0 | 1 – 2 | 0 – 0 | 0 – 0 |       | 2 – 0 | 3 – 1 |
| Zwartemeer      | 3 – 2 | 2 – 0 | 0 – 1 | 3 – 1 | 1 – 4 | 2 – 1 | 4 – 1 | 3 – 1 | 1 – 2 | 4 – 0 | 4 – 2 | 3 – 0 |       | 2 – 2 |
| Zwolsche Boys   | 0 – 0 | 0 – 3 | 1 – 0 | 1 – 1 | 5 – 1 | 3 – 2 | 6 – 0 | 2 – 1 | 2 – 1 | 0 – 1 | 1 – 2 | 1 – 4 | 1 – 3 |       |

### Topscorers
| #  | Naam             | Club            | Goal |
| -- | ---------------- | --------------- | ---- |
| 1. | Gerrit Kuiper    | Oldenzaal       | 21   |
| 2. | Ap Hansems       | Be Quick        | 18   |
| 3. | Leo Koopman      | PEC             | 17   |
| 4. | Pierre Kerkhoffs | Enschedese Boys | 15   |
| 5. | Henk van Brussel | Go Ahead        | 13   |
| 5. | Tonny Roosken    | Zwartemeer      | 13   |
| 7. | Tini van Reeken  | N.E.C.          | 12   |
| 8. | János Bédl       | Be Quick        | 11   |
| 8. | Jan van der Berg | Veendam         | 11   |
| 8. | Hans Kalter      | Zwartemeer      | 11   |
| 8. | Willy Mos        | Go Ahead        | 11   |
| 8. | Gerrit Nijsink   | Enschedese Boys | 11   |

## Voetnoten
1956/57 · 
1957/58 · 
1958/59 · 
1959/60 · 
1960/61 · 
1961/62 · 
1962/63 · 
1963/64 · 
1964/65 · 
1965/66 · 
1966/67 · 
1967/68 · 
1968/69 · 
1969/70 · 
1970/71 · 
2016/17 · 
2017/18 · 
2018/19 ·
2019/20 ·
2020/21 ·
2021/22 ·
2022/23 ·
2023/24 ·
2024/25 ·
2025/26